# Wolfgang Koeppen
Wolfgang Arthur Reinhold Koeppen, né le 23 juin 1906 à Greifswald et mort le 15 mars 1996 à Munich, est un écrivain allemand, considéré l'un des représentants majeurs de la littérature de la RFA grâce à ses romans Pigeons sur l'herbe (1951), La Serre (Das Treibhaus, 1953) et La Mort à Rome (1954), qui peignent un portrait de la société allemande de l'après-guerre en utilisant des techniques de cinéma (montage), influencés par Dos Passos, Döblin, Faulkner.

## Biographie
Wolfgang Koeppen est l'enfant illégitime d'une couturière et d'un médecin. Il est élevé par sa mère Marie Koeppen (1877-1925) qui plus tard travaillera comme souffleuse au théâtre de Greifswald, son père, l'ophtalmologue Reinhold Halben (1877-date de décès inconnu), refuse de le reconnaître et Koeppen n'a pas de contact avec lui. Quoiqu'il aille au lycée (Realgymnasium) à Ortelsbourg (aujourd'hui Szczytno en Pologne) de 1915 à 1919, il finit sa scolarité sans diplôme. Koeppen suit en auditeur libre des cours universitaires de littérature allemande, de philosophie et d'histoire de l'art à l'université de Greifswald et plus tard à celles de Hambourg, de Berlin et de Wurtzbourg. En 1922, il travaille comme aide-cuisinier dans la marine sur la mer Baltique. En 1922/23, il travaille comme ouvrier dans une usine, dans un cinéma, et dans la fabrication de glace à Hambourg. Après avoir été engagé par un théâtre sur l'île de Rügen, puis au théâtre de Wismar, il s'installe à Berlin en 1924, ou il est testeur de lampes à incandescence chez Osram.
En 1926, il passe une saison au théâtre de Wurtzbourg comme dramaturge, mais revient à Berlin l'année suivante où il s'associe au Dramaturgisches Kollektiv de Erwin Piscator. Il vit de journalisme et de travail occasionnel.
De 1931 à 1933, il écrit des articles dans le journal Berliner Börsen-Courier, en devient rédacteur, et contribue par ses textes au cabaret d'Erika et de Klaus Mann Die Pfeffermühle (Le Moulin à poivre). À la fin de l'année 1933, Koeppen devient membre de la Chambre de la littérature du Reich (« Reichsschrifttumskammer ») et le Berliner Börsen-Courier doit fermer ses portes. Au printemps de 1934, il fait un voyage en Italie en passant par Zurich. Il visite la Sicile, Venise et Rapallo. En novembre de cette année, son premier roman Un amour malheureux (« Eine unglückliche Liebe ») est publié chez la maison éditrice de Bruno Cassirer. Ensuite, Koeppen émigre en Hollande, à Schéveningue (La Haye) ; il y écrit son deuxième roman (Die Mauer schwankt, publié 1935, également chez Cassirer) et est en contact avec les émigrés allemands, dont Erika et Klaus Mann. Ne trouvant pas les moyens suffisants pour vivre, il retourne en Allemagne en 1938. Il devient scénariste pour cinéma chez la société de production UFA à Berlin, 1944 à Munich pour la Bavaria-Film-Kunst, pourtant aucun de ses scénarios n'est utilisé. En 1944, il fait connaissance de Marion Ulrich (25.1.1927—15.4.1984), qu'il épousera en 1948. Il passe une période caché près de Munich pour éviter d'être appelé aux armes.
Les romans Pigeons sur l'herbe (« Tauben im Gras » 1951), La Serre (« Das Treibhaus » 1953), La Mort à Rome (« Der Tod in Rom » 1954) sont publiés et sont accueillis diversement par la critique littéraire.
C'est grâce à Alfred Andersch que Koeppen est chargé de produire des récits de voyage pour la radio ; il fait des voyages en Espagne (1955), à Rome (1956), en Union soviétique, à Varsovie, à La Haye, à Londres (1957), aux États-Unis (1958), en France (1959).
Wolfgang Koeppen a reçu le prix Georg-Büchner en 1962 et le prix Franz-Nabl en 1987.

## Œuvres
- Eine unglückliche Liebe, 1934 (Un amour malheureux, Albin Michel 1968) (roman)
- Die Mauer schwankt, 1935 (roman)
- Aufzeichnungen aus einem Erdloch, 1948/ réédité 1992 (Pages du journal de Jakob Littner écrites dans un souterrain, Plon 2002)
- Tauben im Gras, 1951 (Pigeons sur l'herbe, R. Laffont 1953) (roman)
- Das Treibhaus, 1953 (roman)
- Der Tod in Rom, 1954 (La Mort à Rome, Albin Michel 1962; Les éditions du typhon 2019, avec une postface de Johann Chapoutot) (roman polyphonique au style cinématographique)
- Nach Russland und anderswohin, 1958 (récit de voyage)
- Amerikafahrt, 1959 (récit de voyage)
- Reisen nach Frankreich, 1961 (récit de voyage)
- Romanisches Café, 1972 (traduit par François Rey et Catherine Dejeumont, Toulouse : Éd. Ombres, 1992) (récits)
- Jugend, 1976 (Jeunesse, traduit par Jacques Legrand, Hachette, 1979) (récit autobiographique)[4]
- Die elenden Skribenten, 1981 (recueil d'essais)
- Es war einmal in Masuren, 1991 (récit autobiographique 1914—1918)
- Ich bin gern in Venedig warum, 1994
- Auf dem Phantasieroß. Prosa aus dem Nachlaß. Alfred Estermann (ed.), 2000

inclut le fragment de roman Die Jawang-Gesellschaft, écrit en exil en Hollande.